# Kanakomyrtus mcphersonii
Kanakomyrtus mcphersonii är en myrtenväxtart som beskrevs av Neil Snow. Kanakomyrtus mcphersonii ingår i släktet Kanakomyrtus och familjen myrtenväxter. Inga underarter finns listade i Catalogue of Life.